# Адреналин
Aдреналинът представлява хормон и невротрансмитер. Той се произвежда в клетките на надбъбречната медула (сърцевина), както и в някои неврони на централната нервна система. Химически, адреналинът спада към групата на моноамините, наречени катехоламини. Синтезира се от аминокиселините фенилаланин и тирозин. Нарича се още хормон на стреса, поради факта че при стресови ситуации, като страх, гняв, опасност, усилено физическо натоварване и др., синтезата на адреналин се усилва значително. Основната роля на адреналина е да подготви организма за справяне с възникналата ситуация. Той влияе също и на емоционалното състояние.
В състояние на покой в организма се синтезира нормално количество адреналин, но при различни болестни състояния, като например тумор на надбъбречната жлеза, може да доведе до смущения в секрецията. При засилено производство на адреналин, най-честите симптоми са силна бледост, пот, гръдни спазми, пристъпи на тревожност, повишено кръвно налягане и др. При намалена продукция се наблюдава отпадналост, замаяност, ниско кръвно налягане, гадене и др.
Екстракти от надбъбречната жлеза за първи път са проучени от полския физиолог Наполеон Цибулски през 1895 г. През 1901 г. японският химик Джокичи Такамине (Jokichi Takamine) успешно изолира и пречиства хормона от надбъбречните жлези на овце и говеда. Епинефринът, който представлява синтетично създаден адреналин, за първи път е синтезиран в лаборатория от Фридрих Столц и Хенри Драйсдейл „Dakin“ през 1904 г.

## Функции на адреналина
- повишава въглехидратната обмяна;
- служи като медиатор при провеждането на нервни импулси;
- повишава рязко, но непродължително артериалното налягане;
- възбужда дихателния център;
- понижава тонуса на гладката мускулатура на бронхите;
- забавя перисталтиката;
- повишава нивото на кръвната захар;
- повишава основната обмяна.

## Епинефрин
Синтетичният вариант на адреналина се нарича епинефрин и се използва в болнични условия за лечение на спешни състояния, като сърдечен арест, анафилактичен шок, сърдечно-белодробна реанимация, повърхностно кървене, бронхоспазми, хипогликемия, анафилаксия и др.